# 郭树才
郭树才（1927年—），男，山东潍县人，中国煤加工工程专家，曾任大连工学院教授、博士生导师。